# Intent d'assassinat de Ferran el Catòlic

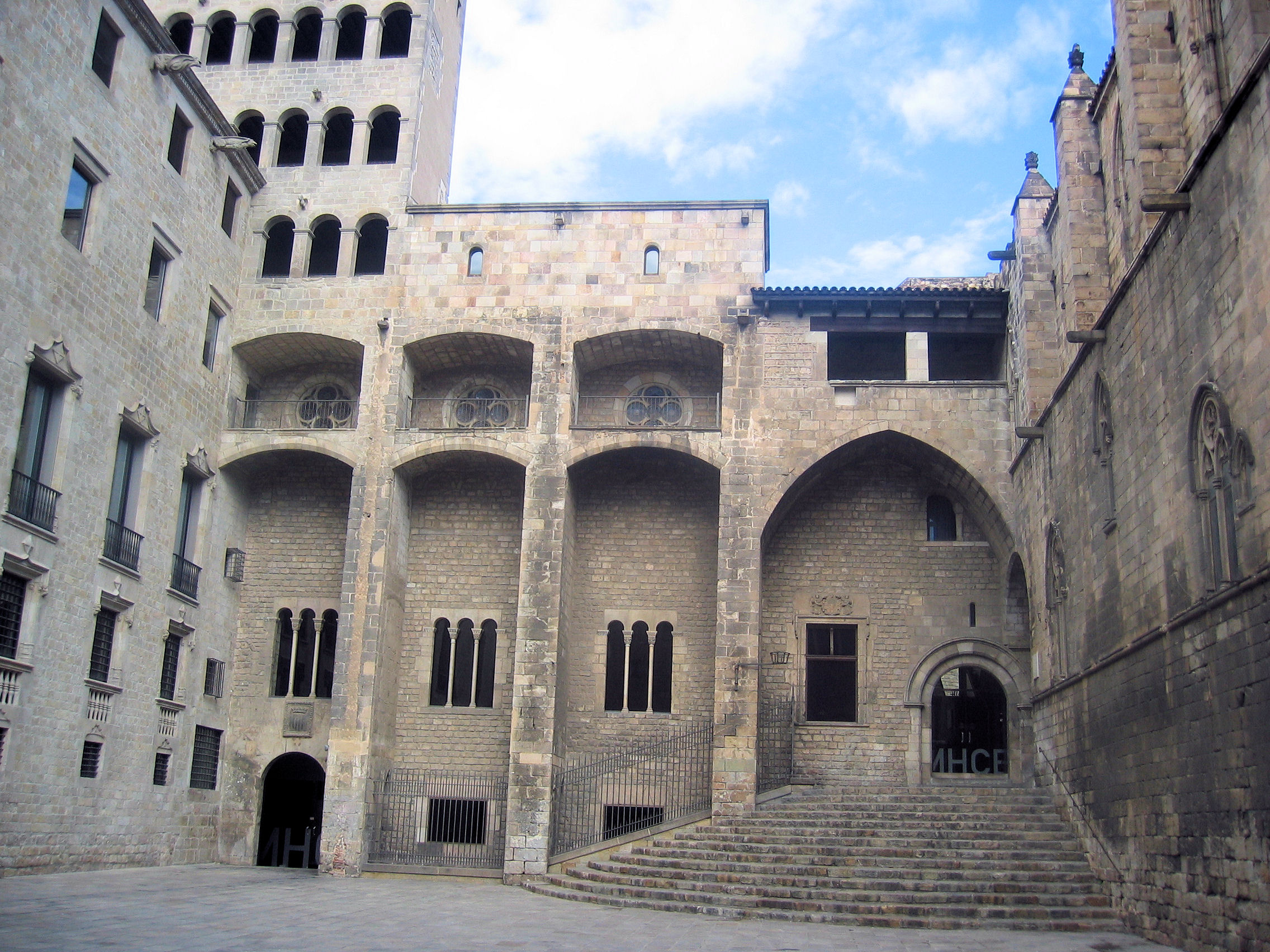
Plaça del Rei de Barcelona, on va haver-hi el regicidi frustrat de Ferran el Catòlic.

L'intent d'assassinat del rei Ferran el Catòlic va ser un regicidi frustrat que va tenir lloc a Barcelona, al Principat de Catalunya, el 7 de desembre del 1492. L'autor de l'atemptat va ser un pagès de remença. Uns dies més tard, va ser executat a Barcelona per mitjà d'esquarterament, i la resta del cos es va cremar a la foguera. Segons l'historiador Jaume Vicens i Vives, aquesta «temptativa d'assassinat comesa el desembre del 1492 pel pagès Joan de Canyamars en l'escalinata del Palau Reial de Barcelona» constitueix «possiblement l'última nota» del «cicle sangonent» de la seqüela de la segona guerra remença seguida de l'aprovació del rei de la Sentència de Guadalupe de 1486 que va finalitzar el conflicte remença.

## Antecedents
Forçat pels senyors, Ferran II d'Aragó el 8 d'octubre del 1481 declarava anticonstitucional la suspensió dels mals usos, ordenada per la pragmàtica del rei Alfons IV l'any 1455 i els pagesos se sentiren traïts per la decisió del rei. El 22 de setembre del 1484, Pere Joan Sala, de Granollers de Rocacorba, s'alçà al front de la fracció més revolucionària dels remences en l'Alçament de Mieres. El 4 de gener del 1485, el seu nebot, Bartomeu Sala, va derrotar a Montornès del Vallès l'exèrcit de la Diputació del General comandat pel veguer Pere-Anton de Rocacrespa. Després d'ocupar Granollers, que tenia la consideració de "carrer de Barcelona", Pere Joan Sala va ser derrotat a Llerona (Vallès Oriental) el 24 de març del 1485, i fou conduït a Barcelona i decapitat quatre dies més tard. La força de la revolta remença obligà el rei Ferran, compromès alhora amb la conquesta de Granada, a cercar una solució amb la negociació. Mentrestant, Francesc de Verntallat i els seus remences mantingueren una posició de bel·ligerància passiva. Controlaven encara els castells de la muntanya: el d'Hostoles, el de Castellfollit de la Roca, el de Milany (Vidrà), el de Rocacorba i el de Rupit, entre d'altres. La presència i ferma posició de Francesc de Verntallat a la muntanya evità que la derrota de Sala representés la fi de les esperances remences. Això els va permetre, entre 1481 i 1486, negociar una posició de força. Després de moltes reunions, els remences acceptaren l'arbitratge reial en els conflictes amb els senyors, signant un compromís a Amer el 8 de novembre del 1485. Finalment, el 21 d'abril del 1486, el rei Ferran II d'Aragó va dictar la Sentència Arbitral de Guadalupe. Aquesta sentència redimia els mals usos amb un pagament previ de 60 sous per mas, i abolia el dret a maltractar i molts altres abusos senyorials menors.

## Fets

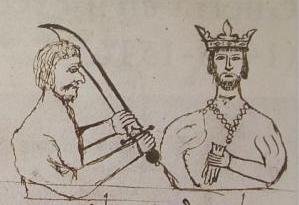
Representació de l'atemptat en el Dietari de l'Antich Consell Barceloní, vol. III.

Després de molts anys d'absència al Principat de Catalunya, el rei Ferran el Catòlic, acompanyat de la seva esposa Isabel I de Castella, va entrar a la capital el 22 d'octubre del 1492. Passat mes i mig, el 7 de desembre, va ser víctima d'un intent d'assassinat per part d'un pagès, descrit com un «boig imaginatiu i maliciós» per un testimoni presencial, i que no figurava en la llista dels condemnats per la Sentència de Guadalupe. En aquell moment, el rei sortia del Palau Reial Major on tot just havia mantingut una reunió amb els síndics camperols encarregats de l'aplicació de la dita sentència. D'acord amb el que exposa Vicens i Vives, probablement «Joan de Canyamars va aprofitar tal oportunitat per a mesclar-se amb els síndics, acostar-se al rei i assestar-li un colp sec, la qual cosa explicaria la facilitat amb què va fer la ganivetada». Sembla que duia l'espasa curta amagada sota la capa i, segons les cròniques de l'època, sols va faltar un «fil d'aranya» per tal que li segués el cap al rei ―li va causar una ferida que anava de l'orella fins a l'esquena. Uns criats van aturar l'assassinat agafant-lo del braç i el van apunyalar tres vegades, fins que Ferran va reaccionar i els va dir que no el matessin. El monarca malferit i mig desmaiat va ser conduït a palau mentre es feia una crida a «tots los físichs e chirugians d’esta ciutat per medicinar-li la naffra». Es va arribar a témer per la vida del rei, però ell va recuperar-se.

## Conseqüències
Al principi, Isabel I de Castella i els nobles del seguici reial es pensaven que l'atemptat formava part d'un complot antimonàrquic. Entenien que «la traïció era de la ciutat i que tota la ciutat estava en contra d'ells», segons que relata el cronista castellà Andrés Bernáldez, i quan l'assassí va ser interrogat a la presó «va confessar que havia envejat el rei per les seves bones ventures; i va confessar que el diable li deia cada dia a cau d'orella: "Mata aquest rei, i tu seràs rei, que aquest té el que a tu et correspon".» Aquesta declaració els va fer concloure que havia actuat tot sol i ni el rei ni ningú va atribuir els fets als remences. El 12 de desembre, el van llevar de la presó i el van portar per la ciutat nu i lligat a un pal, el van mutilar brutalment durant el recorregut i a la fi va ser apedregat i el que restava del seu cos ho van cremar a la foguera. Així ho conta el mateix Bernáldez:
| «                  | Primer li van tallar la mà amb què va agredir el rei, i aleshores amb tenalles de ferro en ebullició li van llevar una mama, i després li van llevar un ull, i després li van tallar l'altra mà, i aleshores li van llevar l'altre ull, i llavors l'altra mama, i llavors el nas, i tot el cos li van rompre els ferrers amb tenalles, i van anar tallant-li els peus, i després que tots els membres li fossin tallats, van llevar-li el cor per l'esquena. | » |
| — Andrés Bernáldez | |   |